# Gonomyia gnophosoma
Gonomyia gnophosoma är en tvåvingeart som beskrevs av Alexander 1956. Gonomyia gnophosoma ingår i släktet Gonomyia och familjen småharkrankar. Inga underarter finns listade i Catalogue of Life.